# Амерички председник (филм)
Амерички председник (енгл. The American President) је амерички љубавни хумористичко-драмски филм из 1995. године, режисера и продуцента Роба Рајнера, према сценарију који је написао Арон Соркин. Главну улогу у филму тумачи Мајкл Даглас као председник Ендру Шепард, удовац који улази у везу са лобисткињом за заштиту животне средине Сидни Елен Вејд (Анет Бенинг) – која се тек доселила у Вашингтон – док истовремено покушава да обезбеди усвајање закона о контроли криминала у години када се кандидује за реизбор. Споредне улоге тумаче Мартин Шин, Дејвид Пејмер, Саманта Матис, Мајкл Џеј Фокс и Ричард Драјфус.
Филм је зарадио преко 107 милиона долара широм света и наишао на позитивне рецензије критичара, који су нарочито похвалили глуму, музику, причу и сценарио. Марк Шејман, композитор филма, био је номинован за Оскара у категорији за најбољу оригиналну музику. Филм је био номинован за пет Златних глобуса, у категоријама за најбољи филм (мјузикл или комедија), најбољег редитеља, најбољег глумца у мјузиклу или комедији (Даглас), најбољу глумицу у мјузиклу или комедији (Бенинг) и најбољи сценарио. Амерички филмски институт је 2002. сместио филм на 75. место листе „најбољих америчких љубавних прича”.

## Радња
Председник Ендру Шепард из Демократске странке припрема кампању за реизбор. Заједно са својим тимом, на чијем је челу шеф кабинет и његов најбољи пријатељ Еј-Џеј Макинерни, он покушава да консолидује рејтинг администрације од 63% усвајањем умереног закона о контроли криминала. Међутим, подршка овом закону у обе странке је млака: конзервативци га одбацују, док либерали сматрају да је превише благ. Ако закон буде усвојен, претпоставља се да ће Шепард готово сигурно бити реизабран. Шепард одлучује да најави закон и обезбеди подршку Конгреса до свог говора о стању нације.
Када се испостави да председникова рођака Џудит, која је требало да буде домаћица на државном банкету за председника Француске, не може присуствовати због болести, Шепард схвата да је слика његовог особља о њему као усамљеном удовцу тачан. Убрзо затим упознаје Сидни Елен Вејд, адвокаткињу запослену у фирми за лобирање за заштиту животне средине, која ради на усвајању закона о значајном смањењу емисије угљен-диоксида. Позива Сидни да буде домаћица (и његова пратитељка) на државном банкету, где она одушевљава госте и плеше са њим.
Током једног састанка, Шепард постиже договор са Сидни: ако успе да обезбеди 24 гласа за еколошки закон пре његовог говора о стању нације, он ће јој осигурати последњих десет. Макинерни верује да Сидни неће успети да добије довољно гласова, чиме би Шепард био ослобођен одговорности ако закон не буде усвојен.
Шепард и Сидни почињу да се виђају и заљубљују се. Републикански председнички кандидат, сенатор Боб Рамсон, појачава своје нападе, фокусирајући се на Сиднину прошлост као активисткиње и доводећи у питање Шепардову етику и породичне вредности. Председниково одбијање да оповргне Рамсонове оптужбе смањује његову популарност и урушава кључну политичку подршку, што угрожава закон о криминалу.
Сидни је разочарана након неуспешног састанка са тројицом конгресмена из Мичигена у вези са еколошким законом. Када то каже Шепарду, случајно помиње да конгресмени желе да оборе и председников закон о криминалу и њен еколошки закон. Шепард и Макинерни су суочени са етичком дилемом, али не могу да игноришу прилику да усвоје закон о криминалу, чак и ако то значи да председник одустане од договора са Сидни.
Коначно, Сидни обезбеђује довољно гласова за еколошки закон, док Шепарду недостају три гласа. Он може да их добије само ако одустане од еколошког закона како би обезбедио подршку тројице конгресмена из Мичигена за закон о криминалу – на шта пристаје.
Сиднина фирма је отпушта због неуспеха у остварењу циљева и угрожавања њене политичке репутације. Она одлази код Шепарда да оконча њихову везу и помиње могућност запослења у Хартфорду, у Конектикату. Док он брани закон о криминалу као свој главни приоритет, она га критикује као слаб и недовољан да спречи криминал.
Пре говора о стању нације, Шепард неочекивано излази пред новинаре у Белој кући и оштро одговара на Рамсонове нападе на његове вредности и карактер, као и на инсинуације да се Сидни проституисала за политичке услуге. Објављује да ће послати контроверзни еколошки закон на гласање Конгресу са огромним смањењем емисије фосилних горива од 20% – много више од првобитно предложених 10%. Поред тога, повлачи закон о криминалу како би предложио јачи, са значајним мерама контроле оружја.
Шепардова страст инспирише новинаре и његово особље. Шепард и Сидни се мире, а она га прати до врата сале Представничког дома, где га дочекује громогласан аплауз док се спрема да одржи говор о стању нације.

## Улоге
| Глумац         | Улога                   |
| -------------- | ----------------------- |
| Мајкл Даглас   | председник Ендру Шепард |
| Анет Бенинг    | Сидни Елен Вејд         |
| Мартин Шин     | Еј-Џеј Макинерни        |
| Дејвид Пејмер  | Леон Кодак              |
| Саманта Матис  | Џејни Басдин            |
| Џон Махони     | Лео Соломон             |
| Мајкл Џеј Фокс | Луис Ротшилд            |
| Ана Дивер Смит | Робин Макол             |
| Нина Шјемошко  | Бет Вејд                |
| Венди Малик    | Сузан Слоун             |
| Шона Волдрон   | Луси Шепард             |
| Ен Хејни       | госпођа Чапил           |
| Ричард Драјфус | сенатор Боб Рамсон      |
| Боб Билингсли  | агент Купер             |
| Гејл Стрикланд | Естер Макинерни         |
| Џошуа Малина   | Дејвид                  |
| Тејлор Николс  | Сту                     |